# Arefbea dama
Arefbea dama är en insektsart som först beskrevs av Ernst Evald Bergroth 1912.  Arefbea dama ingår i släktet Arefbea och familjen Plataspidae. Inga underarter finns listade i Catalogue of Life.